# 元渊
元渊（485年—526年10月23日），后世因避讳唐高祖李渊将他改名深，字智远，河南郡洛阳县（今河南省洛阳市东）人，魏太武帝拓跋焘曾孙，太保、司徒公、广阳懿烈王元嘉之子，北魏宗室、官员。

## 生平
元渊以给事中为起家官，转任通直郎，升任中书侍郎。永平四年三月壬戌（511年5月9日），元渊的父亲元嘉去世，元渊袭爵广阳王，出任黄门郎。魏孝明帝即位后，元渊出任持节、督肆州诸军事、征虏将军、肆州刺史，升任都官尚书、河南尹，出任持节、都督恒州诸军事、安北将军、恒州刺史。元渊曾参与镇压六镇之乱的起义部队。孝昌元年（525年），柔然可汗阿那瓌向北魏发来消息，表示愿意帮助北魏镇压破六韩拔陵的队伍，北魏朝廷欣然接受，并向柔然派遣使节慰劳。阿那瓌率领十万大军南下，自武川镇向西，一路连败破六韩拔陵的军队，兵锋直指沃野镇，破六韩拔陵损兵折将，向南转移。广阳王元渊得知消息，立刻率领大军和柔然形成南北合击的局势，六部军队大败，破六韩拔陵失踪。元渊上奏朝廷，请求在恒州以北设立郡县，安置六镇二十万的降民，并播发赈济钱粮，使其不会再生叛心。但灵太后昏庸无道，将六镇起义的队伍安置在冀、定、瀛三州，元渊只能喟然长叹：“这些人将成为第二支乞活军啊！”后果然如他所料，在此三州的居民因为无法存活，推举鲜于修礼再度揭竿而起，威胁到了北魏的腹地，并击败北魏朝廷派出的由长孙稚和元琛所率领的军队。同年八月，鲜于修礼被部将元洪业所杀，后葛荣斩杀元洪业，成为这支队伍的领导者。
孝昌二年（526年），广阳王元渊和城阳王元徽的王妃私通，二人关系也势同水火。此时，一直领兵在外的元渊，不断受到留守中央的元徽的构陷，元徽多次在灵太后面前声称元渊手握重兵在外，有不臣之心。加上此前元渊收降的六镇降民有人推举元渊为主造反，使得灵太后对元徽所言信以为真。正赶上此时，元渊追击葛荣北上的军队战事失利，计划返回定州整顿，然而定州刺史杨津也听信了元渊会造反的谣言，对他十分提防。元渊察觉到了异样，只要把军队屯聚在城南的寺庙里，不敢进城。不久，内心惶恐的元渊召集众将，要求他们盟誓，若有一天自己危难来临，大家必须全力相助。元渊的本意是保命，然而如此秘密的盟誓让都督毛谥警觉起来，认为元渊是打算谋反，于是向杨津告发。于是杨津命令毛谥攻打元渊，元渊慌乱见出逃，部队离散，途中不巧被葛荣的军队撞见生擒。葛荣担心自己的部众会在此动起拥立元渊为主的想法，于孝昌二年岁在丙午十月丁卯朔二日戊辰（526年10月23日）在瀛州高阳郡内将元渊斩杀。孝昌三年岁在丁未十一月庚申朔二十五日甲申（528年1月2日），元渊葬于洛阳城西。建义元年四月甲辰（528年5月21日），魏孝庄帝恢复元渊的爵位，追赠侍中、吏部尚书、司徒公、雍州刺史，谥号忠武。

## 家庭

### 祖父
- 拓跋谭，魏太武帝拓跋焘第三子，楚王[3][4]

### 父母
- 元嘉，北魏太保、司徒公、广阳懿烈王[3][4]
- 河南穆氏，北魏宜都王穆寿孙女，司空穆亮堂妹[6]

### 兄弟姐妹
- 元僧保
- 元僧赐
- 元灯明

### 夫人
- 琅邪王氏，北魏尚书令、司空、宣简公王肃之女[6]

### 子女
- 元佛陀，广阳王世子[7][8]
- 元湛，东魏侍中、骠骑将军、太尉、广阳文献王
- 元瑾，东魏尚书祠部郎
- 元沙弥，第三女，嫁东魏骠骑大将军、仪同三司、济州刺史、阳周武昭公高永乐[9]
- 元氏，嫁北齐侍中、骠骑大将军、太子太师、西阳文明王徐之才，后为和士开奸淫[10][11]